# 篮子里的恶魔3
《篮子里的恶魔3》（英語：Basket Case 3: The Progeny）是一部1991年的美國喜劇恐怖砍杀电影，由法蘭克·亨南洛特編劇和導演。本片是《篮子里的恶魔》系列的第三部也是最後一部。2004年，20世纪福克斯家庭娱乐发行了DVD。2012年10月9日，Synapse Films又發行了一款新的DVD。

## 剧情
在上一部電影的結尾，杜安·布拉德利粗暴地將他的畸形雙胞胎兄弟彼列縫回到他的身上，现在两人又重新分離了，杜安被套上緊身衣，关在露丝奶奶的牢房里。囚禁幾個月後，杜安终于被露絲奶奶釋放了，她正準備帶大家去她前夫哈爾·罗克韦尔醫生的家，他將幫助彼列同樣畸形的女友伊芙生下孩子；在出發前，露絲奶奶嚴厲地告訴杜安遠離彼列，彼列现在已經不再與杜安通过心靈感應进行交談了。
在乘公共汽車前往桃樹縣的哈爾家時，一行人在一家藥店停了下來，露絲奶奶在那裡遇到了當地警長安德魯·格里芬，而杜安正想從公共汽車窗口爬出，遇到了警長的女兒奥珀尔，他想要說服她幫助彼列和他逃脫。但是，杜安还没和奥珀尔進一步交談，露丝奶奶就回來了，他们继续开车前往哈尔家。
到達哈爾家后，露絲奶奶決定脫掉杜安的緊身衣，給他一個機會，但他趁机從窗戶逃了出去。之后，杜安遭到奥珀尔和當地監獄的幾名警官監禁。伊芙準備分娩，哈尔穿上手术服。彼列想起医生给他和杜安做的分离手术，冲动之下攻击了哈尔。哈尔倒地后，彼列被注射药物，终于平靜了下來。在小哈尔的监督下，伊芙生下了12個孩子。小哈爾是哈爾和露絲奶奶的兒子，有很多隻手。伊芙和彼列的孩子出生後不久，警官貝利和巴克斯特闖入了羅克韋爾的房子，因为他們看到有人懸賞百萬美元捉拿杜安和彼列的消息。當房子里的怪胎们開派對時，貝利和巴克斯特找到了熟睡的嬰兒，並將昏昏欲睡的伊芙誤認為是彼列，開槍殺死了她，然後在怪胎追來時帶著嬰兒們逃跑了。
在警察局，警長格里芬發現他的女兒正在用施虐的方式勾引杜安，赶忙把她赶走了。此时，貝利和巴克斯特带著嬰兒們回到警察局。格里芬让貝利和巴克斯特回家，自己去羅克韋爾的住所一探究竟，留下布倫南、班納和布羅迪警官在警察局值班。格里芬警長闖入羅克韋爾的房子，發現露絲奶奶和怪胎們正在哀悼死去的伊芙，警長看到怪胎和小哈爾感到不安，趕緊回到警察局，殊不知彼列先他一步，攻擊了布倫南、班納和布羅迪。奥珀尔见状，便將杜安從牢房中釋放出來，希望他能阻止彼列。彼列掐住布倫南的喉嚨，導致他的眼睛和牙齒都被挤出，又撕掉了班納的脑袋，最后在折斷布羅迪的脖子时，布羅迪不小心用霰彈槍打死了奥珀尔，奥珀尔死时坐在一個嬰兒身上把他压死了。杜安將彼列放入籃筐後，跑出警察局，這時格里芬警長出現，開火打傷了彼列。為了幫助彼列奪回孩子並報復剩下的警察，杜安與彼列和好，讓小哈尔為彼列打造了一個机械外骨骼，彼列用它屠殺了貝利和巴克斯特。
在伊芙的葬禮上，露絲奶奶召集了悲傷的怪胎们，大家一起去到警察局。格里芬警長正為他死去的女兒感到悲痛，他向他們提出了一個交易，让他们用彼列来换婴儿。露絲奶奶同意了警長的提議，並告訴他到鎮郊的一家廢棄工廠進行交易。离开警察局后，露絲奶奶和怪胎們洗劫了一家快餐店，嚇跑了所有顧客，這讓工作人員非常懊惱。
格里芬警長帶著嬰兒和霰彈槍到達工廠，遭到彼列的伏擊，兩人打了起來，彼列由於外骨骼佔據了上風。在用機械爪擊中格里芬警長的頭部之後，彼列以为他死了，正准备拿起摇篮，不料警長爬起来让彼列摔倒在地。彼列穿戴着外骨骼四處揮舞，擊中了格里芬警長，警長摔入摇篮后被一群婴儿殺死。
奪回嬰兒後，露絲奶奶、杜安、彼列和怪胎們襲擊了一個名為雷納爾多的脫口秀節目。彼列攻击了主持人雷納爾多，露絲奶奶對著鏡頭告訴全世界，怪胎們將不再躲在陰影裡，如果受到壓迫，他們是會反擊的。